# 新韋利德尼基
51°18′23″N 28°27′39″E / 51.30639°N 28.46083°E
新韋利德尼基（烏克蘭語：Нові Велідники），是烏克蘭北部的村莊，隸屬日托米爾州的科羅斯滕區。該村始建於1545年，面積1.71平方公里，海拔高度200米，2001年人口783，人口密度每平方公里458.7人。